# 麥克邁：超能壞蛋
《麥克邁：超能壞蛋》是一部於2010年上映的超級反派喜劇動畫片，由梦工厂动画和PDI/夢工廠共同製作，派拉蒙影業發行。電影由湯姆·麥克格拉斯執導，艾倫·斯庫克拉夫特和布倫特·西蒙斯編劇，威尔·法瑞尔、蒂娜·菲、喬納·希爾、大衛·克羅斯比和布萊德彼特擔任配音。故事講述了高智商外星超級惡棍「麥克邁」的故事；在擊敗了他的宿敵城市超人後，麥克邁創造了一個新的英雄，但當他的「創造物」變成一個比他更糟糕的超級壞蛋時，麥克邁必須採取行動拯救城市。
電影於2010年10月28日於俄羅斯首映，並於同年11月5日在美國上映。該電影受到了評論家的普遍好評。電影的預算為1.3億美元，全球票房收入為3.219億美元，成為夢工廠動畫2010年代票房最低的電影之一。
該電影衍生出了一個系列，包括三款遊戲，以及一部名為《麥克邁：末日按鈕》的短片，該短片於2011年2月25日與電影的DVD和藍光光碟同步發行。續集電影《麥克邁與末日集團》和後續系列《超能壞蛋規則》預計於2024年在Peacock首播，電影在上映後的幾年間透過各種網路迷因獲得了一群邪典追捧。

## 劇情
麥克邁（Megamind）是個擁有超級智能的外星人，家鄉被黑洞摧毀，雙親將他送往地球。然而，來自其他星球的另一嬰兒，和他同時落入超級城市（Metro City），卻有不同的命運，他降落在一富豪家庭，往後成為眾所皆知的超級英雄城市超人（Metro Man）；而麥克邁卻落在城市監獄，由一群囚犯撫養長大。兩人註定為死對頭，並走向不同的道路。
一日，城市超人博物館啟用典禮，麥克邁逃獄並慣例綁走記者羅珊（Roxanne），設計陷阱企圖打敗城市超人，卻意外成功了，城市超人被燒成白骨。麥克邁成功占領超級城市後，卻因城市沒有英雄而感到乏味，意識到壞蛋要有好人存在才有意義。同時，羅珊也為城市超人殞落而感到難過，陰錯陽差下，麥克邁化身為博物館管理員柏納（Bernard）和羅珊擦出火花。
為創造新的英雄，麥克邁取自城市超人的DNA，卻意外注射到愛慕羅珊的跟班攝影師哈爾（Hal）。麥克邁假裝是哈爾的外星父親，開始訓練哈爾成為一名真正的超級英雄，並取名為「泰特」（Tighten）。麥克邁化身成柏納，不斷地與羅珊出遊約會，內心逐漸改變不想再當壞人而和助手迷你翁 (Minion) 發生爭執，再加上當天約會，羅珊知道柏納其實就是麥克邁，迷你翁與羅珊，亦因此相繼憤而離去。
隔日，麥克邁決心作個完全的壞蛋，相約與英雄泰特決勝負卻無到場，而泰特擁有超能力後，羅珊仍然不愛他，又瞧見羅珊與柏納約會，絕望之於決定不作英雄而要與麥克邁一起使壞。麥克邁眼見計畫搞砸而將他是柏納，也是他的外星爸爸的實情表白，泰特因而激怒，將麥克邁打趴，欲把整座城市摧毀殆盡。
無力阻止的情況下，羅珊和麥克邁找到城市超人的秘密基地，發現超人是假死。本身是想要作個音樂超人的城市超人因厭倦日復一日的作英雄的生活，藉此意外引退，不再復出。麥克邁自此回到監獄，直到羅珊被泰特綁在最高樓，迷你翁化身為看守員放出麥克邁，一同前去援救羅珊。一場城市決鬥於是開始，決鬥中，麥克邁被尖塔砸中，泰特向羅珊攻擊。危急之下，城市超人現身搶救逼走泰特。
羅珊趕到奄奄一息的麥克邁旁，才發現是迷你翁化身的，剛剛那個城市超人才是真正的麥克邁。最後，麥克邁成功將泰特超能力取走，使他還原成為普通人，解除危機；而壞蛋麥克邁成為超級城市新一代的超級英雄，想作正常人的城市超人也暗中給予祝福。在電影結束前，已經回到邪惡巢穴（Evil lair）的迷你翁準備洗衣服時，打開洗衣機蓋後發現，柏納從洗衣機裡蹦了出來，原來真正的柏納遺忘在口袋裡。

## 配音員
| 配音                              | 配音   | 配音   | 角色                                |
| 美國                              | 台灣   | 香港   | 角色                                |
| --------------------------------- | ------ | ------ | ----------------------------------- |
| 威爾·法洛                         | 黃國倫 | 林海峰 | 麥克邁（Megamind）                  |
| 蒂娜·費                           | 王怡仁 | 吳梅   | 羅珊·羅奇（Roxanne "Roxie" Ritchi） |
| 喬納·希爾                         | 胡鎮璽 | 文傑聰 | 哈爾（Hal Stewart/Tighten）         |
| 大衛·克羅素                       | 康殿宏 | 葛民輝 | 迷你翁（Minion）                    |
| 布萊德·彼特                       | 彭于晏 | 蔡忠衛 | 城市超人（Metro Man）               |
| J·K·西蒙斯                        | 徐健春 |        | 華登（Warden）                      |
| 班·史提勒                         |        |        | 柏納（Bernard）                     |
| 賈斯汀·塞洛克斯                   | 佟紹宗 |        | 麥克邁的父親（Megamind's father）   |
| 克里斯多福·奈特斯 湯姆·麥克古里斯 |        |        | 監獄警衛（prison guard）            |
| 傑克·布雷辛                       |        |        | 新聞廣播員（Newscaster）            |
| 潔西卡·史契爾特                   |        |        | 麥克邁的母親（Megamind's mother）   |

## 製作
片名
電影英文原名取為《Master Mind》，然而此名稱早已被1970年代的桌面遊戲及電視節目註冊商標，因此無法使用；麥克邁原本角色名稱「Master Mind」是刻意諧仿自對立角色城市超人「Metro Man」稱之。於是重新命名為《Oobermind》，源自「über-mind」一詞的誤植。Über意指某件事物過大或過度；就好比片名主角麥克邁過度誇大的腦袋瓜。但終究不太順耳，最後片名再度修訂成為《Megamind》。
概念
根據導演湯姆·麥格拉斯，本片靈感源自《超人》及《蝙蝠俠》。該片劇情改編自一個前提假說「假若雷克斯·路瑟擊敗了超人呢？（"What if Lex Luthor defeated Superman?" ）」《地獄怪客》系列電影導演葛雷摩·戴托羅協助電影剪輯讓本片看起來更加刺激有張力。
演員
布萊德·彼特自2003年的《辛巴達：七海傳奇》（Sinbad: Legend of the Seven Seas）再度為夢工廠動畫配音聲演。班·史提勒和小勞勃·道尼都曾過爭取麥克邁角色的配音，但雙雙由於檔期衝突而作罷；身兼本片監製的班·史提勒也客串聲演柏納（Bernard）一角。
角色
嬰兒時期的麥克邁降落在監獄，在那撫養成為一個超級反派。此情節是取自《超人：紅色之子》（Red Son），講述若是超人嬰孩時期是降落在俄國鄉村而非美國小鎮，探討假設外星孩子受到撫養並成長於一個特別的地點會有什麼不同。
麥克邁和城市超人的服裝都是向DC漫畫的驚奇隊長致敬：城市超人的超人裝是全白的版本；麥克邁則是黑色版本的驚奇裝，而在服裝正面多了像驚奇標誌的閃電符號。電影裡三個超人都有獨自的代表主題色：麥克邁－藍色；城市超人－白色；泰特－紅色。
女記者羅珊·羅奇（Roxanne Ritchi）的命名取自《惡靈戰警》的女主角羅珊·辛普森（Roxanne Simpson）。城市超人博物館成立來崇敬城市超人，是向DC漫畫超級英雄的閃電俠（the Flash）致敬，同樣為了紀念也有個閃電俠博物館。

## 原聲帶
《麥克邁：超能壞蛋電影原聲帶》（英語：Megamind: Music from the Motion Picture）於2010年11月2日由Lakeshore Records北美發行上市。
1. "Giant Blue Head" （漢斯·季默和Lorne Balfe）
2. "Tightenville (Hal's Theme)" （漢斯·季默和Lorne Balfe）
3. "Bad to the Bone" （喬治索羅古德與摧毀者合唱團）
4. "Stars and Tights" （漢斯·季默和Lorne Balfe）
5. "Crab Nuggets" （漢斯·季默和Lorne Balfe）
6. "A Little Less Conversation (Junkie XL 混音版)" （艾維斯·普里斯萊）
7. "Mel-On-Cholly"  （漢斯·季默和Lorne Balfe）
8. "Ollo" （漢斯·季默和Lorne Balfe）
9. "Roxanne's Theme" （漢斯·季默和Lorne Balfe）
10. "Alone Again (Naturally)" （Gilbert O'Sullivan）
11. "Drama Queen" （漢斯·季默和Lorne Balfe）
12. "Rejection in the Rain" （漢斯·季默和Lorne Balfe）
13. "Lovin' You" （蜜妮·瑞妮特）
14. "Black Mamba" （漢斯·季默和Lorne Balfe）
15. "Game Over" （漢斯·季默和Lorne Balfe）
16. "I'm the Bad Guy" （漢斯·季默和Lorne Balfe）
17. "Evil Lair" （漢斯·季默和Lorne Balfe）

其他未收錄歌曲：
- "通往地獄的公路" －AC/DC
- "瘋狂列車" －奧齊·奧斯本
- "藍天先生" －電光合唱團
- "回到黑暗" －AC/DC
- "Bad" －麥可·傑克森
- "Welcome to the Jungle" －槍與玫瑰

## 評價
《麥克邁》獲得大部分的正面評價，影評網站爛番茄144則簡易評價中，獲得71%的正面好評，10分得到平均6.7分。而在專業著名影評的「Top Critics」31則評價內，同樣獲得71%的正面評價。總結評價「將早期動畫的成就照本宣科，且並沒有如預期的有趣，不過頂尖的配音演員和強烈的聲光效果，使麥克邁不失為一個娛樂佳片，轉移它本質上的平淡。」另一評論網站Metacritic上取自各著名主流影評，基於32篇影評，滿分100分中平均分數得到64分，正面的評價。
《芝加哥太陽報》的知名影評羅傑·艾伯特給了這部電影滿分4顆星中的3顆，並表示「該片的概念令人為之一亮且有趣，即使感覺像是從近期的動畫里程碑裡零零碎碎回收拼湊而成。」 來自《紐約時報》的影評家史帝芬·霍登（Stephen Holden）正面地寫道「充滿視效的《麥克邁》，表現上是完美流暢且得體的提升3D電影。」
《娛樂周刊》的影評歐文·葛雷博曼（Owen Gleiberman）給了這部電影B+的分數，表示：「過於笨拙且超現實地處理大多的情感衝擊，但基本上為之一亮，運用3D畫面帶給本片光彩，瘋狂的小發明及科幻的思維。」《滾石》雜誌的彼得·崔佛斯（Peter Travers）寫道「真是個缺乏原創無言的3D動畫製造屋，像是結合《超人特攻隊》和《神偷奶爸》的私生子，而視覺和聲演彌補了此缺陷。」《洛杉磯時報》的貝西·莎基（Betsy Sharkey）給予本片混合的評價，並寫「麥克邁在片中努力尋找他的定位，同樣地這部電影也是。」

## 票房
《麥克邁》首映日票房$12.5百萬排名第一，更勝同年三月夢工廠動畫電影《馴龍高手》的首映開票$12.1百萬。首周周末票房累計$46.0百萬，同樣超越《馴龍高手》$43.7百萬的周末票房，成為北美地區夢工廠動畫電影裡，票房排名第九高。此票房在2010年北美動畫電影排名第五，分別次於《玩具總動員3》（$110.3百萬）、《史瑞克快樂4神仙》（$70.8百萬）、《神偷奶爸》（$56.3百萬）和《魔髮奇緣》（$48.7百萬）。第二週票房估計$29.1百萬，僅下滑36.7%，蟬聯北美雙周票房冠軍。截至2010年12月22日，《麥克邁》北美票房總計$1億42百萬，與本片製作預算$1億30百萬略為打平；國際票房$87百萬，全球票房共$2億29百萬。
台灣地區口碑場三天，因部分廳數限定放映，台北票房僅NT$196萬，當週排行第三，次於《哈利波特－死神的聖物》和《關鍵救援72小時》；而正式上映首周台北票房$558萬，累積票房共$754萬，全台約$14百萬，同樣排行第三。
總觀2010年美國動畫電影在北市首周票房表現排行第五，落後於《玩具總動員3》（$1,631萬）、《史瑞克快樂4神仙》（$1,286萬）、《神偷奶爸》（$959萬）和《馴龍高手》（$590萬）。截至2010年12月19日，台北票房總計$1,517萬。

## 外部連結
- 官方网站
- 互联网电影数据库（IMDb）上《麥克邁：超能壞蛋》的资料（英文）
- 大卡通資料庫上《麥克邁：超能壞蛋》的資料（英文）

- 豆瓣电影上《麥克邁：超能壞蛋》的資料 （简体中文）
- AllMovie上《麥克邁：超能壞蛋》的资料（英文）
- 爛番茄上《麥克邁：超能壞蛋》的資料（英文）
- Box Office Mojo上《麥克邁：超能壞蛋》的資料（英文）